# Paulina 1880
Paulina 1880 is een Frans-Duitse film van Jean-Louis Bertuccelli die werd uitgebracht in 1972. 
Het scenario is gebaseerd op de gelijknamige roman (1925) van Pierre-Jean Jouve.

## Verhaal
De aantrekkelijke Paulina Pandolfini, als jongste dochter opgegroeid in een gegoed aristocratisch milieu, voelt zich van jongs af aan verscheurd tussen haar scrupuleuze religiositeit en haar meer aardse passies. 
Tijdens haar debutantenbal wordt ze verliefd op graaf Cantarini, een getrouwde man en een goede vriend van haar vader. Het komt tot een heimelijke ongeoorloofde relatie. Ze voelt zich algauw heen en weer slingeren tussen haar zondebesef en haar passioneel verlangen naar haar minnaar. 
Ze besluit novice te worden in een klooster in Mantua.

## Rolverdeling
| Acteur            | Personage               |
| ----------------- | ----------------------- |
| Olga Karlatos     | Paulina Pandolfini      |
| Maximilian Schell | graaf Michele Cantarini |
| Michel Bouquet    | mijnheer Pandolfini     |
| Sami Frey         | Cirillo Pandolfini      |
| Francine Bergé    | Monica Dadi             |
| Romolo Valli      | Farinata                |
| Léa Gray          | mevrouw Lanciani        |
| Nora Ricci        | Priscilla               |
| Michel Beaune     | Dadi                    |
| René Clermont     | oom Bubbo               |